# Generisk valutategn
Generisk valutategn eller currency sign ( ¤ ) er et typografisk tegn, der anvendes for en valuta i stedet for et mere specifikt valutategn eller en specifik valutakode.
Det kan lidt populært kaldes for et "pengetegn", for når det står ved siden af nogle tal, så ved man, at tallet angiver en slags penge, f.eks. euro, dollars, pund, eller kroner. Eller en helt anden slags penge, som man måske ikke kender møntfoden på.
Betegnelsen generisk betyder i denne forbindelse, at det ikke vedrører en bestemt valuta, men forholdet til valuta er med hensyn til art, mængde eller bare penge som fænomen.

## At skrive tegnet
Det generiske valutategn findes ikke i ASCII-tegnsættet, men det repræsenteres i Unicode som U+00A4 og skrives i HTML som &#x00A4; eller &curren;.
På bl.a. danske, norske og svenske keyboards kan symbolet ofte tastes direkte fra computerens tastatur, typisk med [Shift]+[4]. På et amerikansk tastatur kan tegnet ofte tastes med [AltGr]+[4].
En anelse logik er der i tastaturplaceringen, da både dollars og generisk valuta ligger på tasten lige over euro og lige til højre for tegnet for engelske pund.

## Anden brug
Da tegnet anvendes sjældent, bliver det brugt som særligt markeringstegn i forskellige filer. Bl.a.:
- Alternativ separator (=adskillelses-tegn) i CSV-filer (komma-separerede filer, en slags flat file database)
- Slette-tegn når det skrives/printes på papir som efterfølgende skal OCR-scannes;
  - ¤ : slet foregående tegn
  - ¤¤ : slet foregående ord (inklusiv evt. mellemrum)
  - ¤¤¤ : slet hele linjen
- I Microsoft Word-filer bruges tegnet ¤ til at angive når en celle i en tabel slutter